# Nitroglicerina
La nitroglicerina, cuyo nombre IUPAC es 1,2,3-trinitroxipropano y que también se conoce como trinitroglicerina (TNG) o trinitrato de glicerilo (GTN), es un compuesto orgánico, que se obtiene mezclando ácido nítrico concentrado, y glicerina. Su fórmula molecular es C3H5N3O9.
El resultado es altamente explosivo. Es un líquido a temperatura ambiente, lo cual lo hace muy sensible a cualquier movimiento, haciendo muy difícil su manipulación, aunque se puede conseguir una estabilidad relativa añadiéndole algunas sustancias, como el aluminio.
Generalmente, se transporta en cajas acolchadas a baja temperatura para disminuir el riesgo de explosión, ya que, si sobrepasa los 41 °C (temperatura límite estimada), se produce una reacción muy violenta debido a la agitación intermolecular:
4C3H5(NO3)3(l) → 12CO2(g) + 10H2O(g) + O2(g) + 6N2(g)
La nitroglicerina es el componente principal de algunas mezclas explosivas como la dinamita (compuesta por un 65 % de nitroglicerina, un 30 % de algodón pólvora, un 3,5 % de salitre y un 1,5 % de carbonato de sodio). También es componente de medicamentos vasodilatadores.

## Historia
La nitroglicerina fue descubierta por el químico italiano Ascanio Sobrero en 1847, trabajando en la Universidad de Turín. En 1867, el químico Alfred Nobel (1833-1896) creó la dinamita al absorber la nitroglicerina en una materia porosa e inerte (como el sílice, el polvo de ladrillo, la arcilla seca, el yeso, el carbón, etc.).
Cuando Alfred Nobel inventó la dinamita, la cual es más segura, disminuyó el uso de la "nitro" (como también se le llama) para ser reemplazada por el nuevo invento.
La nitroglicerina fue el primer explosivo científicamente práctico con mayor potencia que la pólvora negra.

## Nitroglicerina en farmacología
En medicina, la nitroglicerina se usa como vasodilatador para el tratamiento de la enfermedad isquémica coronaria, el infarto agudo de miocardio y la insuficiencia cardíaca congestiva. Se administra por las vías oral, transdérmica, sublingual o intravenosa. Una sobredosis puede provocar metahemoglobinemia.